# Herb powiatu mrągowskiego
Herb powiatu mrągowskiego – jeden z symboli powiatu mrągowskiego, ustanowiony 25 sierpnia 2000.

## Wygląd i symbolika
Herb przedstawia na tarczy w polu błękitnym srebrnego łabędzia na falach błękitno-srebrnych w prześwicie srebrnej bramy fortecznej (ze złotym dachem wież). Jest to nawiązanie do historycznej symboliki powiatu, w której pojawia się motyw pływającego łabędzia na tle budowli gotyckiej, najprawdopodobniej kościoła w Szestnie.